# Giovanni Battista Pisani

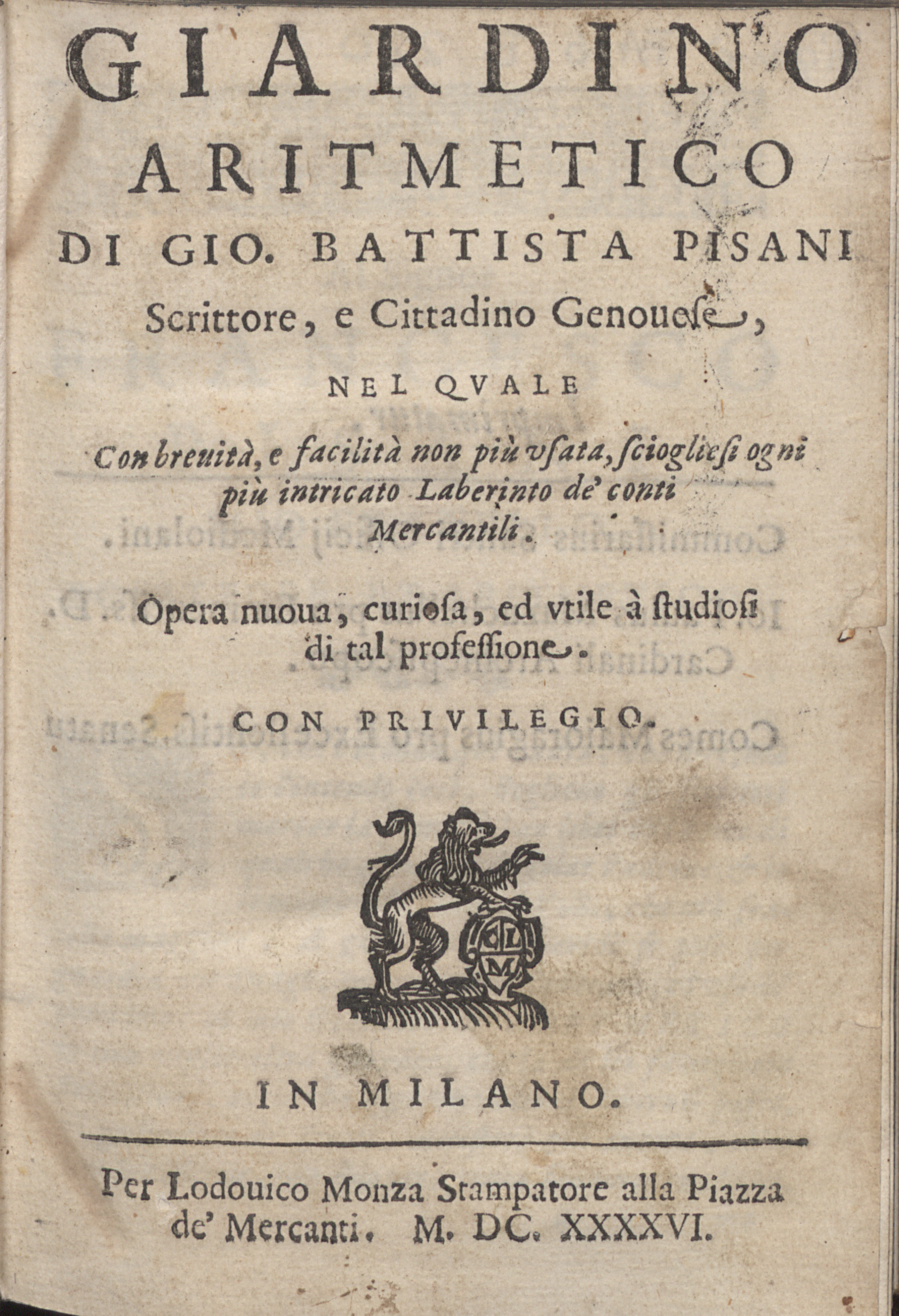
Giardino aritmetico, folha de rosto

Giovanni Battista Pisani, também conhecido como Gio. Battista Pisani, foi um matemático genovês do século XVII.
Ele escreveu O Primeiro Livro de Letras Cursivas Modernas (Il primo libro di lettere corsive moderne, 1641) sobre caligrafia, seguido por outras obras educacionais, Memorial Aritmético (Memoriale aritmetico, 1644) e Jardim Aritmético (Giardino aritmetico, 1646), destinados a resolver problemas aritméticos especialmente relacionados à atividade mercantil.

## Obras
- Il primo libro di lettere corsive moderne (em italiano). Génova: Stampato appresso l'autore. 1641
- Giardino aritmetico: nel quale con brevità, e facilità non più usata, sciogliesi ogni più intricato laberinto de' conti mercantili (em italiano). Milão: Lodovico Monza. 1646
- Memoriale aritmetico: per indirizzo et aiuto di chi desidera con ogni facilità e sicurezza apprendere la prattica del conteggiare (em italiano). Veneza: Stefano Curti. 1686 [1644]